# Мансфельд, Генрих Франц фон
Граф Генрих Франц фон Мансфельд (нем. Heinrich Franz von Mansfeld; 21 ноября 1640/1641, Борнштедт — 18 июня 1715, Вена), имперский князь и князь Фонди — австрийский государственный деятель и дипломат.

## Биография
Сын графа Бруно фон Мансфельда и Марии Магдалены фон Тёрринг-Зеефельд.
Герр цу Хельдрунген, Зеебург и Шваплан.
В юности поступил на императорскую военную службу, но вскоре был призван ко двору, заметившему его способности, и получил камергерский ключ. 25 июня 1664 стал камергером у Леопольда I. В 1675 году был назначен владельцем 24-го пехотного полка.
В 1677 году был направлен к герцогу Карлу Лотарингскому, жениху сестры императора Леопольда, Элеоноры, и представлял императора на свадебной церемонии. Затем ему поручались посольства при дворах Германии, Италии, Польши и Голландии, а после Нимвегенского мира он в 1680—1682 годах был имперским посланником во Франции, после того как 15 июня того же года был произведен в генерал-фельдвахтмейстеры.
В 1682 году Мансфельд стал тайным советником и 12 августа был произведен в генерал-фельдмаршал-лейтенанты, в 1683—1690 годах был имперским послом в Испании. За это время он получил чины генерал-фельдцейхмейстера (16.03.1684) и генерал-фельдмаршала (3.03.1689).
В 1690 году он сопровождал принцессу Марию Анну Пфальц-Нойбургскую, невесту короля Карла II, в Испанию; за это король пожаловал ему неаполитанское княжество Фонди, титул гранда Испании и пожаловал в рыцари ордена Золотого руна. Дарованное ему достоинство имперского князя было подтверждено в 1696 и 1709 годах и обнародовано в 1711 году императором Иосифом I.
В 1691 году стал губернатором Коморнской крепости, а в 1698 году подал в отставку. Назначенный обергофмаршалом в 1694 году, он был направлен к савойскому двору в 1696 году для переговоров о нейтралитете.
В 1700 году был назначен президентом Гофкригсрата, на этом посту неоднократно выступал против наступательных планов принца Евгения. Во время его президентства в 1702 году была создана Военная граница в Славонии, подчинення Гофкригсрату в Вене. Кроме того, пехотные полки были преобразованы в 4 батальона по 4 мушкетерские роты в каждом, а 17-я рота была гренадерской. Мансфельд ушел в отставку в 1702 году с поста владельца своего полка.
В 1703 году стал председателем Военно-судебного совета, который не пользовался большой популярностью у генералов и армии; был отстранен от должности, и в то же время ему было присвоено звание оберст-камергера. При императоре Иосифе он был тайным советником, а после его смерти членом секретного совета, который должен был помочь императрице Элеоноре в осуществлении регентства. Карл VI также пользовался его консультациями, пока Мансфельд не скончался в июле 1715, после 53 лет службы трем императорам.

## Семья
1-я жена (1679): графиня Мария Луиза д'Аспремон (ок. 1651—23.10.1692), дочь графа Шарля д'Аспремона и Мари-Франсуазы де Майи
Дети:
- графиня Мария Анна Элеонора (16.10.1680—16.1.1724), княгиня Фонди . Муж 1) (28.9.1699): Вильгельм Флорентин цу Зальм-Нёвиллер (12.5.1670—6.6.1707), вильд- и рейнграф фон Даун-Нёвиллер; 2): граф Карл Колонна фон Фельс; 3) (1709): граф Ахац Адам фон Ауэршперг (15.9.1676—28.10.1739)
- графиня Мария Анна Элеонора (16.10.1682—24.05.1747). Муж (31.5.1703): граф Карл Франц Адам Антон фон Мансфельд (1678—1717)

2-я жена (16.11.1693): графиня Мария Франциска фон Ауэршперг (1664—5.9.1739), дочь князя Иоганна Вейкхарда фон Ауэршперга и графини Марии Катарины фон Лозенштейн